# 고색역
고색역(古索驛, Gosaek station)은 경기도 수원시 권선구 고색동에 있는 수도권 전철 수인·분당선의 전철역이다. 심야에 4편성이 주박한다. 서호천 하저터널로 수원역과 연결된다. 황구지천 하저터널로 오목천역과 연결된다.

## 개요
한국철도공사 수인·분당선의 배치관리역이며, 수도권광역본부 수원관리역에 속해 있다. 수인선이 표준궤로 개량되면서 동시에 복선 전철화가 완료되어, 2020년 9월 12일부터 전철역으로 영업을 재개하였다. 수도권 전철 수인·분당선의 급행 시·종착역이고, 전동차 회차를 위한 역내에 주박시설이 마련되었으며, 이를 위해 2면 4선으로 설계되었다. 막차시간 외 평상시에도 이 역에서 시종착하는 열차가 매우 많으며 특히 한국철도공사 351000호대 전동차 중 초창기 도입분(351x01~351x21편성에 한함)은 이 역까지 운행한다.

## 역명
역명은 옛날부터 진흙이 많다고 하여 붙은 이름인 고색동(古索洞)에서 유래되었다. 향후 권선구청이 부역명으로 들어갈 예정이다.

## 역사
- 1937년 8월 5일 : 정차장 등급으로 영업 개시[3]
- 1969년 8월 1일 : 무인화[4]
- 1974년 8월 15일 : 폐역
- 2019년 10월 25일 : 역명을 고색역으로 결정[5]
- 2020년 2월 2일 : 수원 - 한대앞 구간 종합 시험운행[6]
- 2020년 5월 29일 : 철도거리표 사용개시에 따라 수원역 기준 2.7km로 수정.[7]
- 2020년 9월 12일 : 수도권 전철 수인·분당선 개통과 함께 일부 열차 시종착

## 승강장
2면 4선의 쌍섬식 승강장이며 4개의 승강장 모두 스크린도어가 설치되어 있다. 오목천역 방면으로 2편성이 주박할 수 있는 주박용 대피선이 2선 있기 때문에 중간 타절 기능이 있다. 그리고 심야에 4편성이 주박한다.
| ↑ 수원            |
| \| 상 \| \| 하 \| |
| 오목천 ↓          |

| 상 | ● 수도권 전철 수인·분당선 | 수원 · 서현 · 청량리 방면   |
| 하 | ● 수도권 전철 수인·분당선 | 오목천 · 한대앞 · 인천 방면 |

## 기타
고색역은 원래 지상역으로 건설하기로 계획되어 있었고, 화물 취급을 위해 세류역과 이어지는 삼각선이 설치될 계획도 있었으나 지역 토호들의 집중적인 민원 폭탄으로 수원시청이 추가 공사비 전액을 한국철도시설공단에 상납하는 조건으로 수인선을 지하화하기로 결정했다. 이로 인해 세류삼각선의 공사 계획은 무산됐고, 경부선의 화물을 수인선으로 우회시켜서 선로 용량이 완전 포화상태인 경부선의 숨통을 트게 하려는 계획 또한 무산되었기에 평택선을 추가로 건설해야 했다. 게다가 수원시가 약속을 어기고 원래 지불하기로 했던 공사비를 내지 않겠다고 버티면서 공사가 장기간 지연되어 연선 지역 주민들의 민원을 엄청나게 받았고 결국 수원시는 일단 돈은 내고 한국철도시설공단을 상대로 반환 소송을 걸었으나 당연히 패소했다.

## 역 주변
- 고색초등학교
- 고색중학교
- 고색고등학교
- 고현초등학교
- 평동 새마을금고
- 태산1~2차아파트
- 우림필유아파트
- 이마트24 수원고색점
- 고색동지역 아동센터
- 수원델타플레스 1~3단지
- 한국산업인력공단 경인지역본부
- 수원서부경찰서
- 권선구청
- 한봄고등학교

## 이용객 변동
2020년 자료는 개통일인 2020년 9월 12일부터 12월 31일까지인 111일 기준으로 환산한 것이다.
| 노선   | 노선 | 일평균 인원수 (명/일) | 일평균 인원수 (명/일) | 일평균 인원수 (명/일) | 일평균 인원수 (명/일) | 일평균 인원수 (명/일) | 일평균 인원수 (명/일) | 일평균 인원수 (명/일) | 일평균 인원수 (명/일) | 일평균 인원수 (명/일) | 일평균 인원수 (명/일) | 일평균 인원수 (명/일) | 일평균 인원수 (명/일) | 일평균 인원수 (명/일) | 일평균 인원수 (명/일) | 각주  |
| 노선   | 노선 | 2010년                | 2011년                | 2012년                | 2013년                | 2014년                | 2015년                | 2016년                | 2017년                | 2018년                | 2019년                | 2020년                | 2021년                | 2022년                | 2023년                | 각주  |
| ------ | ---- | --------------------- | --------------------- | --------------------- | --------------------- | --------------------- | --------------------- | --------------------- | --------------------- | --------------------- | --------------------- | --------------------- | --------------------- | --------------------- | --------------------- | ----- |
| 수인선 | 승차 | 미개통                | 미개통                | 미개통                | 미개통                | 미개통                | 미개통                | 미개통                | 미개통                | 미개통                | 미개통                | 2,240                 | 3,208                 | 4,126                 | 4,634                 | [ 8 ] |
| 수인선 | 하차 | 미개통                | 미개통                | 미개통                | 미개통                | 미개통                | 미개통                | 미개통                | 미개통                | 미개통                | 미개통                | 2,198                 | 3,088                 | 3,912                 | 4,429                 | [ 8 ] |

## 인접한 역
| 수인선                | 수인선                                | 수인선                |
| --------------------- | ------------------------------------- | --------------------- |
| K245 수원 청량리 방면 | ● 수도권 전철 수인·분당선 완행        | K247 오목천 인천 방면 |
| K245 수원 청량리 방면 | ● 수도권 전철 수인·분당선 분당선 급행 | 시·종착역             |

## 사진

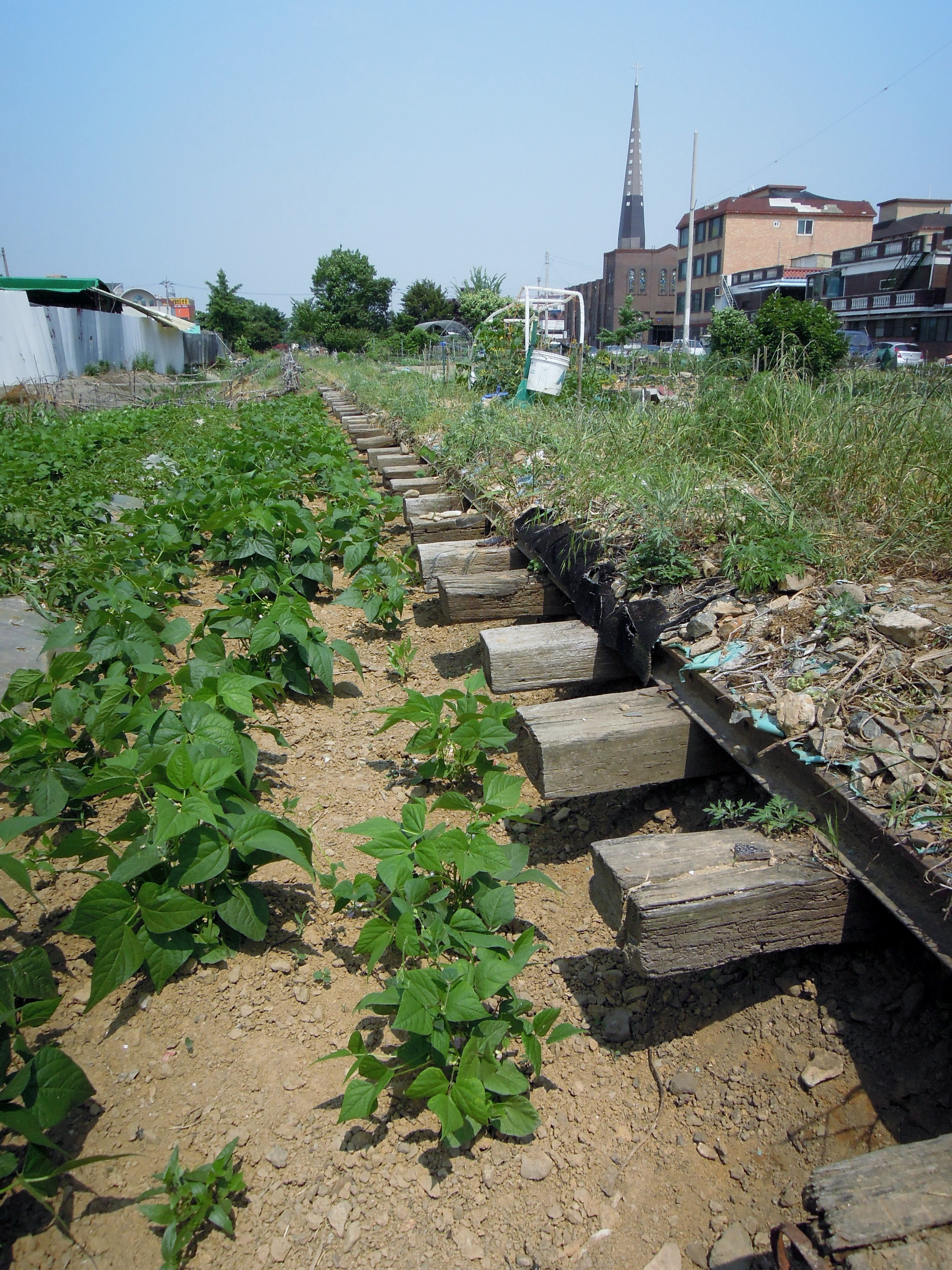
옛 터 (2011년 6월)
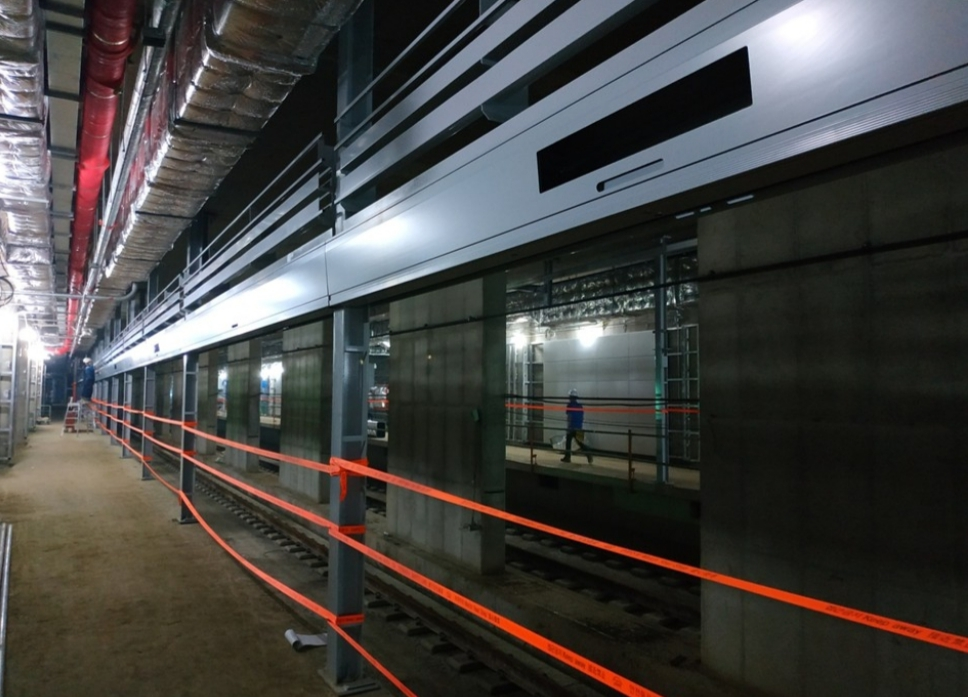
2019년 공사중
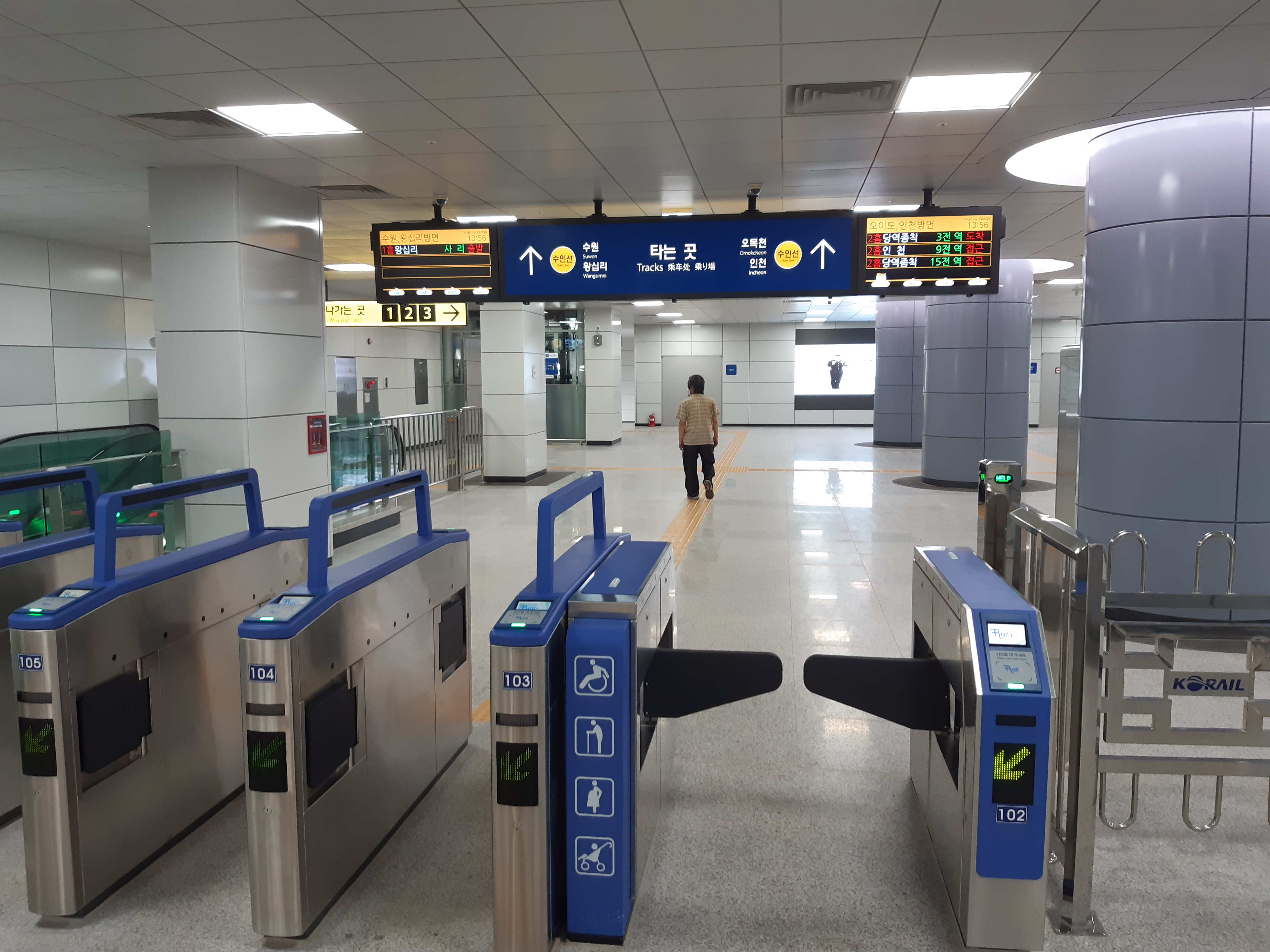
개찰구
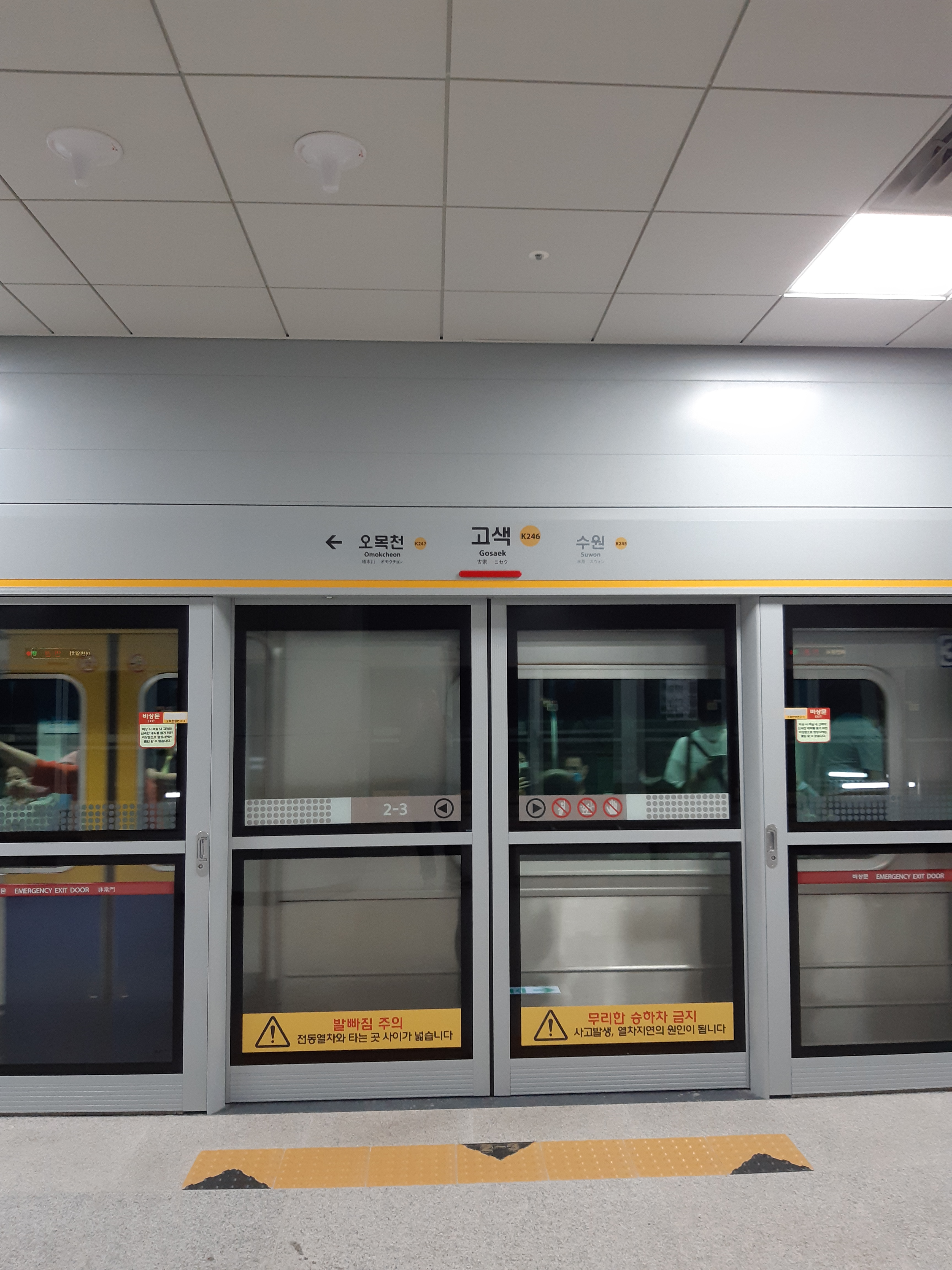
스크린도어

## 같이 보기
- 원종역